# Choi Heung-chul
Choi Heung-chul (Muju, 3 december 1981) is een Zuid-Koreaans schansspringer. Hij nam vijfmaal deel aan de Olympische Winterspelen.

## Carrière
Choi maakte zijn wereldbekerdebuut op 20 december 1997 in Engelberg. In 1998 nam Choi deel aan de Olympische winterspelen in Nagano. Hij eindigde 46e op de normale schans en 40e op de grote schans. Choi nam nadien nog deel aan de Olympische Winterspelen 2002 in Salt Lake City, de Olympische Winterspelen 2006 in Turijn, de Olympische Winterspelen 2010 in Vancouver en de Olympische Winterspelen 2014 in Sotsji. Hij behaalde nog geen top 10-noteringen in een wereldbekerwedstrijd.

## Belangrijkste resultaten

### Olympische Winterspelen
| Jaar | Plaats         | Resultaten                                                           |
| ---- | -------------- | -------------------------------------------------------------------- |
| 1998 | Nagano         | 46e normale schans 40e grote schans 13e landenwedstrijd grote schans |
| 2002 | Salt Lake City | 30e normale schans 55e grote schans 8e landenwedstrijd grote schans  |
| 2006 | Turijn         | 51e normale schans 47e grote schans 13e landenwedstrijd grote schans |
| 2010 | Vancouver      | 48e normale schans 49e grote schans                                  |
| 2014 | Sotsji         | 43e normale schans 44e grote schans 11e landenwedstrijd grote schans |

### Wereldkampioenschappen schansspringen
| Jaar | Plaats              | Resultaten                                                                             |
| ---- | ------------------- | -------------------------------------------------------------------------------------- |
| 1999 | Ramsau am Dachstein | 61e normale schans 66e grote schans                                                    |
| 2001 | Lahti               | 24e normale schans 48e grote schans                                                    |
| 2003 | Val di Fiemme       | 49e grote schans                                                                       |
| 2005 | Oberstdorf          | 43e normale schans 10e landenwedstrijd normale schans 13e landenwedstrijd grote schans |
| 2007 | Sapporo             | 28e normale schans                                                                     |

### Wereldkampioenschappen skivliegen
| Jaar | Plaats    | Resultaten                |
| ---- | --------- | ------------------------- |
| 2000 | Vikersund | 43e individuele wedstrijd |
| 2002 | Harrachov | 21e individuele wedstrijd |
| 2004 | Planica   | 50e individuele wedstrijd |
| 2010 | Planica   | 52e individuele wedstrijd |

### Wereldbeker
Eindklasseringen
| Seizoen   | Algm | 4S  | NT  |
| --------- | ---- | --- | --- |
| 1997/1998 | 82e  | 49e | -   |
| 1999/2000 | 45e  | 35e | -   |
| 2000/2001 | 76e  | 58e | -   |
| 2001/2002 | 77e  | -   | -   |
| 2004/2005 | 75e  | -   | –   |
| 2005/2006 | -    | -   | -   |
| 2006/2007 | 74e  | 63e | 41e |
| 2007/2008 | 76e  | 64e | 61e |
| 2010/2011 | 71e  | -   |     |
| 2012/2013 | -    | 57e |     |

### Grand-Prix
Eindklasseringen
| Jaar | Plaats |
| ---- | ------ |
| 1998 | 45e    |
| 1999 | 51e    |
| 2001 | 43e    |
| 2005 | 57e    |
| 2007 | 65e    |
| 2008 | 42e    |
| 2009 | 50e    |
| 2010 | 34e    |
| 2011 | 88e    |
| 2012 | 79e    |
| 2013 | 71e    |